# Гарсиа, Грегори Томас
Грегори Томас Гарсиа (англ. Gregory Thomas García; род. 4 апреля 1970, Арлингтон) — американский телевизионный режиссёр, продюсер и сценарист. Он был сценаристом/исполнительным продюсером в ситкомах, известен по «Да, дорогая,», «Меня зовут Эрл» (в котором он сыграл 7 камео ролей), и «Воспитывая Хоуп». Первой его работой был сериал «Дела семейные», а также он был продюсером-консультантом с 2000—2001 у «Гриффинов». В 2013 году он выпустил пилотные серии двух проектов для канала «CBS», они подписали контракт с 2013-14 на один из проектов «Миллеры».

## Ранние годы и карьера
Грегори Томас Гарсиа родился 4 апреля 1970 года в городе Арлингтон (округ, Виргиния), учился в средней школе Йорктауна, после окончания школы поступил в «Фрастубургский государственный университет» в городе Фрастбурге, штат Марилэнд, учился на курсе «Телевизионных сценаристов», окончив который перед ним открылись все двери и он начал свою карьеру в качестве сценариста. Когда-то в университете во Фрастбурге он был президентом «Сигма Альфа Эпсилон» (студенческого братства), позднее он изобразил его традиции в одном из эпизодов сериала «Меня зовут Эрл».

## Личная жизнь
У Гарсиа и его жены Ким трое детей и они живут в Лос-Анджелесе.

## Фильмография
| Год       | Название                            | Должность                         | Примечание                                |
| --------- | ----------------------------------- | --------------------------------- | ----------------------------------------- |
| 1995-1997 | Дела семейные                       | Автор сюжета                      |                                           |
| 2000-2001 | Гриффины                            | Продюсер-консультант              |                                           |
| 2000-2006 | Да, дорогая                         | Создатель/исполнительный продюсер | Сценарий к одному эпизоду                 |
| 2005-2009 | Меня зовут Эрл                      | Создатель/исполнительный продюсер | Режиссёр 6 эпизодов, сценарист 7 эпизодов |
| 2007      | The Stumps of Hollywood также Fugly | Создатель/исполнительный продюсер | Пилотная серия, сериал не был принят      |
| 2010-2014 | Воспитывая Хоуп                     | Создатель/исполнительный продюсер | Режиссёр 5 эпизодов, сценарист 8 эпизодов |
| 2013      | Супер Клайд                         | Создатель/исполнительный продюсер | Пилотная серия, сериал не был принят      |
| 2013-2014 | Миллеры в разводе                   | Создатель/исполнительный продюсер | Принят каналом CBS                        |
| 2017-2018 | Гостевая книга                      | Режиссер/сценарий/продюсер        | Канал TBS                                 |